# Pietralata (métro de Rome)
Pietralata est une station de la ligne B du métro de Rome. Elle tient son nom de sa situation dans le quartier homonyme.

## Situation sur le réseau
Établie en souterrain, la station Pietralata est située sur la ligne B du métro de Rome, entre les stations de Santa Maria del Soccorso, en direction de Rebibbia, et Monti Tiburtini, en direction de Laurentina.

## Histoire
La station de métro a été inaugurée en 8 décembre 1990. Initialement, elle prit le nom de Feronia mais à la suite de possibles confusions géo-toponymiques avec la station initialement nommée Pietralata et devenue Quintiliani, il fut décidé de procéder au renommage des deux stations.

## À proximité
La station permet d'atteindre le quartier Monte Sacro. Elle donne directement accès à l'église Santissimo Redentore a Val Melaina.